# Willie Ritchie
Gerhardt Anthony Steffen, meglio conosciuto come Willie Ritchie (San Francisco, 13 febbraio 1891 – 24 marzo 1975), è stato un pugile statunitense.
La International Boxing Hall of Fame lo ha riconosciuto fra i più grandi pugili di ogni tempo.

## Gli inizi
Professionista dal 1907.

## La carriera
Campione del mondo dei pesi leggeri dal 1912 al 1914.
Antagonista di Ad Wolgast, lo incontrò 3 volte.
Il primo match, nel 1912, finì pari.
Il secondo, valido per il mondiale dei leggeri, si svolse sei mesi più tardi, il 28 novembre 1912 e fu vinto da Ritchie, come pure il match del 3 dicembre 1914.
Ritchie incontrò anche, tra gli altri, Johnny Dundee e Freddie Welsh, che gli strappò il titolo il 7 luglio 1914 a Londra, battendolo ai punti in 20 round.